# 天野節子
天野 節子（あまの せつこ、1946年 -）は、日本の小説家である。千葉県出身。

## 来歴
短大を卒業後、20年間幼稚園教諭を勤め、20年間幼児教育教材会社を経て、2006年9月に60歳で小説『氷の華』を自費出版しデビュー。その後、同作を2007年に幻冬舎から文芸書として刊行し直し、2008年にはテレビ朝日でテレビドラマ化された（主演は米倉涼子）。

## 著書
- 氷の華（2006年8月 幻冬舎ルネッサンス / 2007年3月 幻冬舎 / 2008年6月 幻冬舎文庫）
- 目線（2009年6月 幻冬舎 / 2010年10月 幻冬舎文庫）
- 烙印（2010年12月 幻冬舎 / 2012年10月 幻冬舎文庫）
- 彷徨い人（2012年9月 幻冬舎 / 2014年10月 幻冬舎文庫）
- 午後二時の証言者たち（2016年1月 幻冬舎 / 2017年10月 幻冬舎文庫）

## メディア・ミックス

### テレビドラマ
- 氷の華（2008年9月6日-7日、全2話、テレビ朝日開局50周年ドラマ、主演：米倉涼子）
- 目線（2010年12月17日、フジテレビ「金曜プレステージ特別企画」、主演：仲間由紀恵）

### 漫画
作画：東城和実
- 氷の華1（2009年5月 幻冬舎コミックス）
- 氷の華2（2009年10月 幻冬舎コミックス）